# Wiktor Wróbel
Wiktor Wróbel (ur. 4 września 1897 w Hrycowcach, zm. 23 lutego 1964 w Miłoradzicach) – polski żołnierz, rolnik, polityk, senator w II RP.

## Życiorys
Urodził się 4 listopada 1897 w Hrybowcach. Ukończył trzy klasy w 6-klasowej szkoły w Zbarażu. Następnie pracował na 6-morgowym gospodarstwie ojca. Podczas I wojny światowej w 1917 zorganizował kurs nauki języka polskiego w rodzinnej wsi. Za to władze rosyjskie skazały go na więzienie prewencyjne, w którym przebywał do upadku caratu. W 1918 został członkiem POW. Od 1919 był żołnierzem Wojska Polskiego. 
Po wystąpieniu z wojska w 1921 włączył się w pracę społeczną i samorządową. Był członkiem rady gromadzkiej, członkiem Wydziału i Rady Powiatowej, radcą Lwowskiej Izby Rolnicze. Działał w organizacjach społecznych i gospodarczych jako członek ich zarządów. Był wiceprezesem Związku Plantatorów Buraka Cukrowego, publicysta, działacz lokalnych organizacji rolniczych i samorządowych, zaangażowany w działalność lokalnych zespołów teatralnych i chórów. Był rolnikiem w Dyczkowie, powiecie tarnopolskim. 
W 1938 został senatorem V kadencji (1938–1939).
Po wybuchu II wojny światowej w listopadzie 1939 zmuszony przez administrację radziecką do opuszczenia swojego gospodarstwa, zamieszkał w Zarudziu, a w połowie 1940 w Hrycowcach, gdzie prowadził gospodarstwo i pracował w handlu spółdzielczym.
Wiosną 1946 osiedlił się na Ziemiach Zachodnich, prowadził gospodarstwo rolne w Miłosnej k. Legnicy.
Zmarł 23 lutego 1964 w Miłoradzicach i został pochowany na tamtejszym cmentarzu.

## Odznaczenia
- Złoty Krzyż Zasługi (11 kwietnia 1939)[4]
- Medal Niepodległości[1]
- Krzyż Zasługi (listopad 1934)[1]
- Odznaka pamiątkowa „Orlęta”[1]
- Dyplom honorowego Zjazdu TSL w Krakowie (1937)[1]